# Virus de la malaltia hemorràgica del conill
El virus de la malaltia hemorràgica del conill (VEHC) pertany al gènere Lagovirus, concretament a la família Caliciviridae. Existeixen diverses soques víriques de VEHC amb diferentes característiques epidemiològiques, patològiques i genètiques. No obstant, només es coneix un serotip amb els seus dos subtipus principals: el VEHC i la seva variant antigènica VEHCa.
Aquest virus afecta únicament a membres domèstics i silvestres de l'espècie Oryctolagus cuniculus causant la malaltia de la febre hemorràgica en conills (EHC). La malaltia de la febre hemorràgica en conills és una malaltia aguda, altament contagiosa i d'elevada mortalitat entre conills domèstics i silvestres. Es caracteritza per causar mort sobtada i problemes respiratoris severs.

## FamíliaCaliciviridae
Del llatí calix "copa", això fa referència al fet que aquesta família de virions presenten unes depressions en forma de copa en observar-los al microscopi electrònic. Una altra caracterísitca destacable és que tenen una càpside de simetria icosaèdrica de mida petita (oscil·la sobre els 40nm de diàmetre), i el seu àcid nucleic és ARN monocatenari positu.

## Descripció del virus
El VEHC és classificat com un Calcivirus molt estable, sense embolcall i d'uns 32-35 nm de diàmetre. Consta d'un genoma d'ARN no segmentat, monocatenari positiu (7437 kb). Aquest, es troba contingut en una càpside de forma icosaèdrica, constituïda per 180 molècules de proteïna associades a una proteïna capsídica principal. La proteïna de la càspide (VP60) del virus es plega en dos dominis diferents: domini intern (inclou l'extrem N-terminal) i domini extern (inclou l'extrem C-terminal) que es mantenen units mitjançant una regió frontissa.
D'aquesta manera el genoma es troba organitzat en dos grans ORFs (marcs oberts de lectura). D'una banda l'ORF1, el qual codifica la poliproteïna no estructural, amb el principal gen CP estructural (VP60), i la seqüència de poliproteïna no estructural Cody. D'altra banda superposat a ORF1, trobem ORF2 que codifica una petita proteïna (VP10) de funció desconeguda.
Tot i pertànyer al gènere dels Lagovirus, l'agent etiològic difereix respecte a aquest, antigènicament guarda relació amb el virus d'elevada morbiditat i mortalitat EHC.
El virus es transmet ràpidament per contacte amb animals infectats (a través de via oral, nasal, conjuntival) així com per fòmits. L'entrada del virus a la cèl·lula hoste es produeix per unió amb els corresponents receptors de membrana, donant lloc a l'endocitosi del virus dintre de la cèl·lula.
La replicació vírica del VEHC és citoplasmática, és a dir, fora del nucli de la cèl·lula hoste.
Cal destacar la resistència que presenta el virus a la seva inactivació, si es troba protegit per material orgànic pot romandre mesos infectiu. També oposa una elevada resistència davant dels processos de congelació.

## Història
El 1984 una nova malaltia altament infecciosa del conill europeu, Oryctolagus cuniculus, va ser identificada a la Xina. Aquesta, estava caracteritzada per la presència de lesions hemorràgiques particularment als pulmons i al fetge dels animal, així doncs, va ser anomenada la malaltia hemorràgica del conill. En els primers 6 mesos, el virus va acabar amb uns 470.000 conills i, a finals del 1990, ja s'havien registrat altres brots en 40 països més. La malaltia hemorràgica del conill (EHC) s'havia tornat endèmica a les poblacions de conills silvestres d'Europa, Australia i Nova Zelanda.
A Europa, no tenien clar quin era el virus causant de la EHC, ja que confonien aquest virus amb el virus causant d'una malaltia antigènicament molt similar anomenada "síndrome de la llebre parda europea". Aquesta síndrome havia estat reconeguda a principis del 1980, afectant a Lepus Europaeus i conseqüentment a altres Lepus spp. Finalment, es va acabar diferenciant, ja que es va veure que, la malaltia hemorràgica del conill és causada per un calicivirus que té una forma diferent a la de l'altre virus.

## Transmissió
El virus es transmet per contacte directe amb animals infectats i també per fòmits.
Des d'un punt de vista patogènic, els conills poden adquirir aquesta malaltia per via oral (fecoral), que és la via de contaminació principal, seguida de la conjuntiva i la respiratòria. La majoria de les excrecions de l'animal afectat (orina, femtes i secrecions respiratòries) poden contenir el virus. El VEHC també pot adquirir-se per contacte amb un cadàver o amb el pèl d'un animal infectat.
Les mosques i altres insectes són vectors mecànics molt eficients, només necessiten uns pocs virions per infectar un conill per via conjuntival. El VEHC pot romandre a l'interior del vector durant uns 9 dies, permetent la seva propagació a altres zones. Els animals silvestres poden transmetre'l mecànicament.
Tot i que la replicació del virus no es dona en depredadors o carronyaires, aquests també poden excretar el virus en les femtes després d'haver-se alimentat de conills infectats.
Aquest virus és molt resistent quan es troba protegit dins dels teixits i també suporten cicles de congelació i descongelació.

## Signes clínics
El període d'incubació és el més curt comparat amb les diferents patologies que afecten a conills (entre 1 i 3 dies).
La malaltia hemorràgica del conill afecta amb signes clínics greus a animals majors de dos mesos d'edat. Curiosament els conills amb menys de dos mesos d'edat no desenvolupen una malaltia crítica després de la infecció i a més en queden immunitzats.
La malaltia es pot presentar de diferents formes; aguda, hiperaguda, que són les més freqüents, però també subaguda i crònica.
La malaltia, en la seva forma hiperaguda, es caracteritza per causar una mort sobtada després d'un període d'entre 6 a 24 hores de depressió i febre, amb els següents símptomes: xiscles terminals seguits de col·lapse i mort.
En les formes de presentació aguda i subaguda, s'observa embotiment, anorèxia, congestió de la conjuntiva palpebral i signes neurològics (falta de coordinació, excitació i moviment de pedaleig), també es caracteritzen per causar abundants hemorràgies nasals. A vegades, també apareixen signes respiratoris com dispnea, cianosi i rinorrea nasal terminal. El llagrimeig, hemorràgies oculars o epistaxis també es pot observar en alguns casos.
Aquesta simptamatologia serveix tant per la malaltia aguda com la subaguda, la diferència, és que en la subaguda són símptomes de caràcter més lleu i la probabilitat que els conills sobrevisquin és major. Per acabar, cal comentar, que es creu que la forma crònica d'aquesta malaltia, és asimptomàtica.

## Lesions postmortem

### Macroscòpiques
Aquest virus provoca un retard en la coagulació sanguina, lligada a la necrosi hepàtica, i hemorràgies en forma de petèquies i equimosis en la majoria dels òrgans. En la majoria dels casos també trobem una marcada esplenomegàlia, tumefaccions i hemorràgies al timus.
Al realitzar la necròpsia les lesions més importants les trobem al fetge, tràquea i pulmons. Als pulmons, observem una congestió i hemorràgia que produeix un accentuat marcatge dels lòbuls. A la tràquea també observem hemorragies i una mucosa congestiva, amb exsudat espumós sanguinolent com a conseqüència d'un edema pulmonar.
Si l'animal afectat es trobava gestant en el moment de la mort, al fer la necropsia, és freqüent observar la presència d'hemorragies en els fetus i l'úter.
En alguns animals que han superat la malaltia, es poden trobar lesions digestives tals com: gastritis catarral, enteritis catarral, enteritis necròtica i tumefacció dels ganglis mesentèrics.

### Microscòpiques
El fetge és l'òrgan més afectat amb necrosi aguda multifocal. Les lesions focals poden reduir-se a grups d'hepatòcits o ser més extenses si es dona confluència de diversos focus. També, als sinusoides hepàtics, hi ha presència de microtrombos i cúmuls en els limfòcits i granulòcits creant una inflamació.
En tràquees i pulmons trobem microtrombos a nivell dels capil·lars, causant d'edema pulmonar.
A la resta d'òrgans i teixits és freqüent observar cariorrexis (esclat del nucli cel·lular donant restes basòfiles microscòpicament observables) del teixit limfoide. I microtrombos destacables als glomèruls renals. 

### Morbiditat i mortalitat
Taxes de morbiditat del 100% i taxes de mortalitat del 90% són observades en conills més vells de 2 mesos.

## Diagnòstic
El VEHC encara no ha sigut cultivat in vitro, però en els teixits infectats dels conills hi ha altes concentracions d'aquest. Aquest recurs ha sigut utilitzat freqüentment per obtenir antigens virals per a un test de diagnòstic.
Els mètodes utilitzats són proves de reacció en cadena (polimerasa de transcripció inversa), immunotrasferència, microscòpia immunoelectrònica de tinció negativa, immunocoloració o ELISA. Abans s'utilitzava la virus hemaglutinació dels eritròcits humans; un immunoassaig enzimàtic i immunofluorescència també són utilitzades per al diagnòstic, però són menys específiques i sensibles (donen més falsos positius i negatius).
La inoculació experimental a altres conills sensibles comparada amb un grup control prèviament immunitzat, també pot ajudar a identificar la presència del virus.
Les vacunes per al control de la malaltia són preparades com un inactivat homogènic del teixit infectat dels conills barrejat amb adjuvant, les partícules semblants al virus produïdes per tecnologia d'ADN recombinant en sistemes d'expressió de baculovirus són efectives en alguns casos, però encara no estan disponibles comercialment.

## Control i prevenció
El virus de la malaltia hemorràgica del conill és altament contagiós, però es pot aconseguir la seva erradicació mitjançant la despoblació, desinfecció, vigilancia i cuarentenes.
Aquest virus és molt resistent però el podem inactivar mitjançant hidròxid de sodi al 10% o formol al 1 o 2%, entre altres desinfectants.
Els cadàvers han de ser retirats immediatament i eliminar-se de manera segura. Les granges afectades hauran de repoblar-se passat un cert temps, ja que el VEHC pot romandre per un temps en l'ambient, especialment si està protegit per teixits.

## Immunoprofilaxi
Existeix una vacuna estàndard contra el VEHC, però els investigadors busquen alternatives que millorin la tècnica, és a dir, que incloguin únicament antígens purificats del virus. Per aconseguir-ho es duen a terme tècniques de biologia molecular, gràcies a les quals es va identificar la proteïna VP60 de la càpside del VEHC. La inoculació d'aquesta proteïna a conills els proporciona immunitat, ja que és una proteïna antigènica. Aquesta pot ser extreta directament del virus en qüestió o mitjançant alternatives, com que altres microorganismes la produeixin. Això passa amb un baculovirus dels mosquits (es tracta de recombinació). A França s'utilitza combinada amb el virus de la mixomatosi, però s'està treballant amb la possibilitat d'introduir la proteïna VP60 al genoma del virus de mixomatosi vacunal. L'objectiu és poder vacunar els conills enfront ambdues malalties, amb una vacuna mixta i una única administració.

### Granges indemnes
En granges indemnes (la malaltia no ha estat present durant un mínim de 3 anys) es recomana un programa de vacunació consistent a una única dosis als 3 - 3,5 mesos de vida de l'animal. En el cas que el veterinari sospiti d'una ruptura d'immunitat cal efectuar una revacunació. No és recomanable vacunar als llorigons atès que hi hagi risc d'infecció, a més si existeix aquest risc, la vacunació dels futurs reproductors s'avançarà als 2-2,5 mesos.

### Granges afectades
En les granges on apareix la malaltia es procedeix a una vacunació d'urgència a tots els conills en risc. Si només es vacuna la reposició, cal revacunar les femelles de més de 5 parts i els mascles de més d'1 any. Pel que fa als llorigons és recomanable vacunar-los al deslletament (la millor opció és vacunar tots aquells que es deslleten durant el mes següent a la detecció del problema), però amb una dosis menor que la dels adults.